# فرناندو دي سانتياغو
فرناندو دي سانتياغو دياز دي مينديفيل (23 يوليو 1910 - 6 نوفمبر 1994) سياسي إسباني ونائب محافظ شغل منصب رئيس وزراء مؤقت لإسبانيا أثناء فترة الانتقال الإسباني إلى الديمقراطية في أواخر السبعينيات. كان في وقت سابق جنرالاً في الحرب الأهلية الإسبانية وتحت حكم دولة الكوديلو فرانثيسكو فرانكو الإسبانية.
شارك سانتياغو في الحرب المغربية الثانية في عشرينيات القرن الماضي وانضم إلى القوميين الإسبان في الحرب الأهلية عام 1936 ، وترقى إلى رتبة جنرال. عمل أستاذاً ثم أصبح مديراً لـ (كلية البوليتكنيك العسكرية العليا).
في السنوات الأخيرة من حكم فرانكو، وخلال الفترة من 4 مارس 1971 إلى 24 أبريل 1974، كلف سانتياغو بمهمة سياسية وعسكرية بنفس الوقت: حيث شغل منصب الحاكم العام للصحراء الإسبانية بعد أن قامت القوات الإسبانية بمجزرة لحق المدنيين الصحراووين بنواحي مدينة العيون أيام «انتفاضة الزملة». حيث أشرف سانتياغو على إدخال الحكم الذاتي المحدود في المنطقة، والذي انتهى بسحب القوات الاسبانية نهائياً من الصحراء الغربية عام 1975م.
بعد وفاة فرانكو في 20 نوفمبر 1975، تم تعيين سانتياغو نائباً لرئيس الوزراء للدفاع في أول حكومة في إسبانيا بعد فرانكو، في عهد رئيس الوزراء كارلوس أرياس نافارو. وبعد استقالة أرياس، عمل سانتياغو لفترة وجيزة كرئيس وزراء مؤقت، 1 يوليو - 3 يوليو، 1976.
تحت إدارة أدولفو سواريز، بقي سانتياغو النائب الأول لرئيس الوزراء لكنه تخلى عن الإشراف على وزارة الدفاع. بينما كان أرياس نافارو يعتير فرانكوياً، فإن سواريز كان مصلحاً وقاد تحول إسبانيا إلى الديمقراطية. مما جعل سانتياغو من أشد منتقدي حكومة سواريز. وقدم خطاب استقالة بعد وقت قصير من إعلان سواريز أنه سيدعم Ley para la Reforma Political (قانون الإصلاح السياسي) ودعوته إلى انتخابات مفتوحة؛ وتم قبول استقالته في 21 سبتمبر 1976.
خارج المنصب، واصل سانتياغو لقاء المسؤولين العسكريين المحافظين الذين أزعجهم التحول الديمقراطي والليبرالي في إسبانيا. في سبتمبر 1977 التقى بمجموعة من قادة الجيش - كان من بينهم خايمي ميلان ديل بوش - الذين كتبوا سراً رسالة إلى الملك خوان كارلوس الأول يطلبون منه اتخاذ «إجراءات لإنقاذ مصير الوطن». وقد تورط بوش لاحقًا في محاولة انقلاب 23 فبراير عام 1981.

## الهوامش
1. ↑   http://www.congreso.es/portal/page/portal/Congreso/Congreso/Iniciativas?_piref73_2148295_73_1335437_1335437.next_page=/wc/servidorCGI&CMD=VERLST&BASE=DIPH&FMT=DIPHXD1S.fmt&DOCS=1-1&DOCORDER=FIFO&OPDEF=Y&NUM1=&DES1=&QUERY=%28106720%29.NDIP. اطلع عليه بتاريخ 2020-01-20. {{استشهاد ويب}}: |url= بحاجة لعنوان (مساعدة) والوسيط |title= غير موجود أو فارغ (من ويكي بيانات) (مساعدة)
2. ↑  Spanish: Portal Fuenterrebollo: Gobiernos Transición, accessed April 30, 2007. نسخة محفوظة 16 أغسطس 2021 على موقع واي باك مشين.